# 타짜 (영화)
《타짜》는 동명의 만화 타짜를 원작으로 2006년에 개봉한 최동훈 감독의 영화이다. 화투를 이용한 도박판을 배경으로 타짜들의 인생을 건 한판 승부를 감독 특유의 기법으로 표현한 영화로 조승우, 김혜수, 백윤식 등이 출연했다.
원작인 《타짜 1부: 지리산 작두》의 배경은 1960년대로 설정되어 있으나 영화에서는 1990년대의 현대적인 설정으로 바뀐 점이 특징이다. 도박에 빠져들어 타짜의 경지에 이르게 되는 청년 고니 역에 조승우가, 매혹적인 미모를 가진 정 마담 역에 김혜수, 그리고 연륜과 카리스마를 소유한 전설의 도박꾼 평경장 역에 백윤식이 출연했다.
2001년 《친구》(818만)에 이어 역대 미성년자 관람불가 영화 흥행 순위 2위(684만)를 기록했다.

## 줄거리
가구공장에서 일하는 고니는 우연히 박무석 일행이 치는 화투판에 끼어들어 빠져들게 된다. 점점 돈을 잃어가던 고니는 이성을 잃고 집에 들러 누나의 전셋집 마련할 돈까지 몽땅 날려버린다. 뒤늦게 타짜들의 속임에 넘어갔다는걸 깨달은 고니는 박무석 일행에게 복수를 하기 위해 화투판에 찾아갔고 그곳에서 전설의 타짜 평경장을 보게 된다. 평경장에게 손기술을 배워 잃은돈의 5배만 따면 그만두겠다는 결심을 하고 평경장의 집에 장기간 합숙하며 화투를 배운다. 실력을 쌓은 고니는 자신을 화투판에 끌어들인 박무성 일행에게 복수를 완성한다. 이 과정에서 정마담을 만나 사랑에 빠지게 된다. 고니는 돈을 충분히 벌었다는 생각에 평경장과 이별을 하게 되지만 고니는 미련을 버리지 못한다.
정마담과 함께 화투판을 다니다가 만난 타짜 고광렬을 만나 전국 화투판을 휩쓴다. 이 과정에서 고니는 자신의 스승 평경장이 죽었다는 소식도 듣게 된다. 그러던중 고니에게 복수를 당한 박무성 일행이 전설의 타짜 아귀에게 복수를 부탁하게 되고 아귀는 고니의 옛사랑 정마담을 미끼로 고니를 끌어들이게 된다. 고니가 배에 도착하자 이미 고광렬은 아귀에게 당해 팔목이 부러지는 부상을 당한 상태. 결국 고니와 아귀와 정마담은 나갈 수 없는 배에서 마지막 한판을 벌인다. 한 판에 수억원씩 오가는 화투판에서 이들은 "재산을 다 잃은 사람은 팔목을 내놓는다"는 조건으로 죽음의 화투판을 시작한다.
판돈은 점점 커져가지만 고니는 이렇다할 소득을 얻지 못하고 재산을 잃어만 간다. 그러던중 고니가 화투패를 나눠주는 순간 아귀는 이상한 낌새를 눈치채고 고니의 팔목을 붙잡는다. 그리고 밑장빼기 속임수를 썼다며 팔목을 내놓아야 한다고 말한다. 극도의 긴장된 상황에서 고니는 아귀에게 증거가 있냐고 되묻는다. 그러자 아귀는 자신에게 구땡을 줬고 정마담에게 장땡을 주면서 자신의 돈을 잃게 했을 것이라고 단정지어 말한다. 고니는 이를 부인하고 결국 둘은 정마담의 패가 장땡인지에 따라 팔목을 걸게된다. 둘의 팔목이 묶인 상태에서 정마담의 화투패를 열자 장땡이 아닌 사쿠라였다. 결국 아귀는 팔목을 잃게 된다. 평경장도 아귀처럼 오른쪽 팔목을 잃고 죽었다고 내뱉은 정마담의 말을 듣고 고니는 정마담이 평경장을 죽였다는 사실을 깨닫게 되고 고니는 정마담을 증오하게 된다. 딴 돈의 반만 가져간다는 고니는 나머지 돈을 모두 불에 태우고 자취를 감춘다. 세월이 흘러 여전히 화투판을 다니는 정마담은 고니를 그리워한다. 고니는 외국인들이 다니는 카지노에서 여전히 돈을 쓸어담으며 생활하고 있다.

## 캐스팅
- 조승우: 고니 역
- 김혜수: 정마담 역
- 백윤식: 평경장 역
- 유해진: 고광렬 역
- 김응수: 곽철용 역
- 김상호: 박무석 역
- 김윤석: 아귀 역
- 주진모: 짝귀 역
- 김경익: 빨찌산 역
- 이수경: 화란 역
- 김정난: 세란 역
- 권태원: 호구 역
- 조상건: 너구리 역
- 백도빈: 용해 역
- 서동수: 용팔 역
- 김광규: 홀쭉이 역
- 정인기: 창고장 역
- 임정은: 고니 누나 역
- 김민경: 고니 모 역
- 박수영: 고니 삼촌 역
- 허영만: 노름꾼 역
- 장병윤: 대마이 기술자 역
- 최동훈: 후반부 경찰 역

## 영화 뒷 이야기
- 원작의 만화가 허영만, 전문 산악인 박영석이 노름꾼 중 하나로, 감독 최동훈이 후반부 경찰 역으로 깜짝 출연한다. 또 실제 타짜 출신인 장병윤이 배우들에게 도박기술을 지도 했으며 영화에서 정 마담(김혜수)에게 취직을 하려다 거절당하는 기술자로 잠깐 출연한다.

## 수상 및 후보
| 연도 | 시상식(주최 기관)           | 부문                                    | 수상작(자) | 결과 | 출처  |
| ---- | --------------------------- | --------------------------------------- | ---------- | ---- | ----- |
| 2006 | 제2회 대한민국 대학영화제   | 올해의 남자배우상                       | 조승우     | 수상 | [ 1 ] |
| 2006 | 제2회 대한민국 대학영화제   | 올해의 여자배우상                       | 김혜수     | 수상 |       |
| 2006 | 제14회 춘사영화상           | 최우수 작품상                           | 타짜       | 후보 |       |
| 2006 | 제14회 춘사영화상           | 감독상                                  | 최동훈     | 후보 |       |
| 2006 | 제14회 춘사영화상           | 남우주연상                              | 조승우     | 후보 |       |
| 2006 | 제14회 춘사영화상           | 여우주연상                              | 김혜수     | 수상 |       |
| 2006 | 제14회 춘사영화상           | 남우조연상                              | 백윤식     | 후보 |       |
| 2006 | 제14회 춘사영화상           | 남우조연상                              | 유해진     | 후보 |       |
| 2006 | 제14회 춘사영화상           | 편집상                                  | 신민경     | 수상 |       |
| 2006 | 제27회 청룡영화상           | 최우수 작품상                           | 타짜       | 후보 |       |
| 2006 | 제27회 청룡영화상           | 감독상                                  | 최동훈     | 후보 |       |
| 2006 | 제27회 청룡영화상           | 남우주연상                              | 조승우     | 후보 |       |
| 2006 | 제27회 청룡영화상           | 여우주연상                              | 김혜수     | 수상 |       |
| 2006 | 제27회 청룡영화상           | 남우조연상                              | 김윤석     | 후보 |       |
| 2006 | 제27회 청룡영화상           | 촬영상                                  | 최영환     | 수상 |       |
| 2006 | 제27회 청룡영화상           | 조명상                                  | 김성관     | 후보 |       |
| 2006 | 제27회 청룡영화상           | 기술상                                  | 신민경     | 후보 |       |
| 2006 | 제27회 청룡영화상           | 인기스타상                              | 김혜수     | 수상 |       |
| 2006 | 제2회 피어선 영화제         | 뉴커런츠 무비스타 올해 최고의 여자 배우 | 김혜수     | 수상 | [ 2 ] |
| 2007 | 제1회 아시안 필름 어워드    | 여우주연상                              | 김혜수     | 후보 |       |
| 2007 | 제43회 백상예술대상         | 영화부문 대상                           | 타짜       | 수상 |       |
| 2007 | 제43회 백상예술대상         | 영화부문 감독상                         | 최동훈     | 수상 |       |
| 2007 | 제43회 백상예술대상         | 영화부문 남자 최우수연기상              | 조승우     | 후보 |       |
| 2007 | 제43회 백상예술대상         | 영화부문 여자 최우수연기상              | 김혜수     | 후보 |       |
| 2007 | 제8회 미국 뉴포트비치영화제 | 심사위원 작품상                         | 타짜       | 수상 | [ 3 ] |
| 2007 | 제8회 미국 뉴포트비치영화제 | 심사위원 감독상                         | 최동훈     | 수상 | [ 3 ] |
| 2007 | 제8회 미국 뉴포트비치영화제 | 심사위원 남우주연상                     | 조승우     | 수상 | [ 3 ] |
| 2007 | 제8회 미국 뉴포트비치영화제 | 심사위원 여우주연상                     | 김혜수     | 수상 | [ 3 ] |
| 2007 | 제44회 대종상               | 감독상                                  | 최동훈     | 후보 |       |
| 2007 | 제44회 대종상               | 여우주연상                              | 김혜수     | 후보 |       |
| 2007 | 제44회 대종상               | 남우조연상                              | 김윤석     | 수상 |       |
| 2007 | 제44회 대종상               | 촬영상                                  | 최영환     | 후보 |       |
| 2007 | 제44회 대종상               | 편집상                                  | 신민경     | 후보 |       |
| 2007 | 제44회 대종상               | 조명상                                  | 김성관     | 후보 |       |
| 2007 | 제44회 대종상               | 의상상                                  | 조상경     | 수상 |       |
| 2007 | 제8회 부산영화평론가협회상  | 각본상                                  | 최동훈     | 수상 |       |
| 2007 | 제8회 부산영화평론가협회상  | 남우조연상                              | 김윤석     | 수상 |       |
| 2007 | 제6회 대한민국 영화대상     | 최우수 작품상                           | 타짜       | 후보 |       |
| 2007 | 제6회 대한민국 영화대상     | 감독상                                  | 최동훈     | 후보 |       |
| 2007 | 제6회 대한민국 영화대상     | 남우주연상                              | 조승우     | 후보 |       |
| 2007 | 제6회 대한민국 영화대상     | 여우주연상                              | 김혜수     | 후보 |       |
| 2007 | 제6회 대한민국 영화대상     | 촬영상                                  | 최영환     | 후보 |       |
| 2007 | 제6회 대한민국 영화대상     | 편집상                                  | 신민경     | 수상 |       |
| 2007 | 제6회 대한민국 영화대상     | 각본각색상                              | 최동훈     | 수상 |       |
| 2007 | 제1회 대한민국 영화연기대상 | 남우주연상                              | 조승우     | 수상 |       |
| 2007 | 제1회 대한민국 영화연기대상 | 여우주연상                              | 김혜수     | 수상 |       |
| 2007 | 제1회 대한민국 영화연기대상 | 남우조연상                              | 김윤석     | 수상 |       |